# Prosoplus intermissus
Prosoplus intermissus är en skalbaggsart som först beskrevs av Francis Polkinghorne Pascoe 1864.  Prosoplus intermissus ingår i släktet Prosoplus och familjen långhorningar. Inga underarter finns listade i Catalogue of Life.